# Điềm tần
Điềm Tần (chữ Hán: 恬嫔; ? - 19 tháng 7 năm 1845), người Mãn Châu Tương Hoàng kỳ, là một phi tần của Thanh Tuyên Tông Đạo Quang Đế.

## Thân thế
Phú Sát Thị không rõ năm sinh, có lẽ sinh vào những năm Càn Long. Bà là con gái của Tuần Phủ Quảng Đông Tra Thanh A – tằng tôn nữ của Nhất Đẳng Đôn Huệ Bá Phó Lương – con trai của Văn Mục Công Đại Học Sĩ Mã Tề thuộc Sa Tế Phú Sát Thị, anh trai của Lý Vinh Bảo, bác của Hiếu Hiền Thuần Hoàng Hậu.
Bà nhập tiềm để của Đạo Quang Đế khi ông còn là Hoàng Tử, là vị Trắc Phúc Tấn đầu tiên trong các thị thiếp của Đạo Quang Đế. Theo những hồ sơ còn tồn tại, Phú Sát Thị cùng Hòa Phi Na Lạp Thị và Bình Quý Nhân Triệu Thị, Định Quý Nhân Tôn Thị là 4 vị thị thiếp duy nhất của Đạo Quang Đế khi ông còn là Hoàng Tử.
Trừ bỏ ba vị thị thiếp kia đã xác định xuất thân Bao y, Phú Sát Thị lại khác một chút. Bà là vị Trắc Phúc Tấn đầu tiên của Đạo Quang Đế, chưa hề có lưu lại ký lục đã từng sinh dục, nhưng trong năm Gia Khánh thứ 4 đã sớm được gọi là "Hoàng Nhị Tử Trắc Phi", nên rất có khả năng bà được chỉ định làm Trắc Phúc Tấn cùng lúc với Hiếu Mục Thành Hoàng Hậu. Mà theo quy chế nhà Thanh, được ban làm Trắc Phúc Tấn trực tiếp, thì xuất thân phải ở Kỳ phân Tá lĩnh, khác với vị trí Cách Cách do sinh dục mà tấn phong, trường hợp đó có thể chỉ là Bao y cũng được, như Hòa Phi sinh hạ Hoàng Trưởng Tôn, nên tấn phong Trắc Phúc Tấn.
Năm Gia Khánh thứ 25 (1820), chiếu phong làm Điềm Tần (恬嬪), ngự ở Diên Hi Cung. Năm Đạo Quang thứ 2 (1822), ngày 16 tháng 11 (âm lịch), lấy Nội các Học sĩ Minh Chí (明志) làm Chính sứ, Nội các Học sĩ Dịch Kinh (奕經) làm Phó sứ, tiến hành sách phong lễ cho Điềm tần. Phong hiệu "Điềm", có Mãn văn là 「Elehun」, ý là "Thản nhiên", "Điềm nhiên".
Sách văn viết:
| “                               | 朕惟椒庭赞化。六宫修壸教之仪。兰殿承辉。九御备内官之制。贲鸾章而宠锡。耀翟采以荣增。咨尔侧福晋富察氏、德表柔嘉。心昭淑慎。翼中闺而克协。绳矩明衷。娴内则以无愆。圭璋合度。是用封尔为恬嫔。锡之册命。尔其益怀恭谨。膺蕃祉于彤闺。弥励匡勤。迓洪禧于紫掖。钦哉。 . Trẫm duy tiêu đình tán hóa. Lục cung tu khổn giáo chi nghi. Lan điện thừa huy. Cửu ngự bị nội quan chi chế. Bí loan chương nhi sủng tích. Diệu địch thải dĩ vinh tăng. Tư nhĩ Trắc Phúc tấn Phú Sát thị, đức biểu nhu gia. Tâm chiêu thục thận. Dực trung khuê nhi khắc hiệp. Thằng củ minh trung. Nhàn nội tắc dĩ vô khiên. Khuê chương hợp độ. Thị dụng phong nhĩ vi Điềm tần. Tích chi sách mệnh. Nhĩ kỳ ích hoài cung cẩn. Ưng phồn chỉ vu đồng khuê. Di lệ khuông cần. Nhạ hồng hi vu tử dịch. Khâm tai. | ” |
| — Sách văn Điềm tần Phú Sát thị | |   |

Năm Đạo Quang thứ 25 (1845), Diên Hi cung xảy ra 1 trận đại hỏa hoạn, thiêu hủy toàn bộ chính điện, hậu điện cùng với đông tây phối điện, tổng cộng 25 gian, chỉ còn sót lại mỗi cửa cung. Cùng năm đó, ngày 19 tháng 7 (âm lịch), Điềm tần Phú Sát thị qua đời, một số thuyết cho rằng có thể bà đã chết ngạt trong đám cháy này. Sau khi qua đời, ngày 7 tháng 11 (âm lịch) cùng năm, giờ Thân, quan tài của bà được táng tại Mộ Đông lăng (慕東陵) thuộc Thanh Tây lăng, cùng các phi tần khác.